# Contea di Boye
La contea di Boye (博野县S, BóyěP) è una contea della Cina, situata nella provincia di Hebei e amministrata dalla prefettura di Baoding.